# Bernardia ovalifolia
Bernardia ovalifolia är en törelväxtart som beskrevs av Cyrus Longworth Lundell. Bernardia ovalifolia ingår i släktet Bernardia och familjen törelväxter. Inga underarter finns listade i Catalogue of Life.